# 視覺記憶

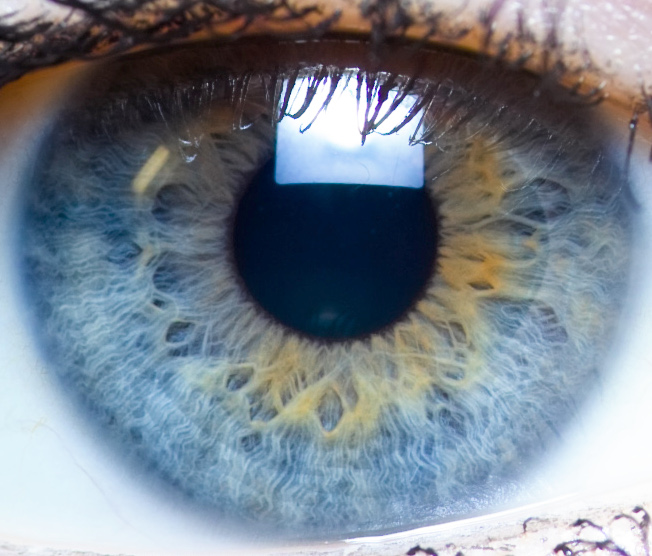
人眼是人類視覺感知的器官

視覺記憶（Visual memory）是感知處理以及其對應神經表示的收錄、貯存及回忆之間的關係。視覺記憶的時間範圍很廣，短到眼睛的移動，長到數年之後，可以用視覺協助在一個以前造訪過的地方進行導引。視覺記憶是一種記憶，保存一些視覺經驗中的一些特徵。